# Lee Aaron

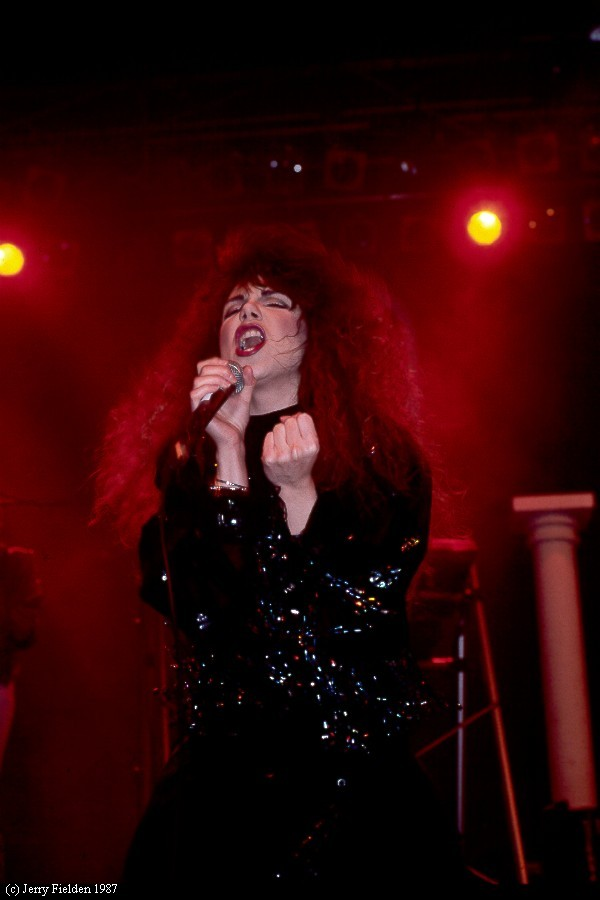
Lee Aaron

Lee Aaron, właściwie Karen Lynn Greening (ur. 21 lipca 1962 w Belleville, Ontario) – kanadyjska piosenkarka jazzowa i rockowa. Miała kilka przebojów w latach 80. i 90., np. Metal Queen, Whatcha Do to My Body oraz Sex with Love.
Dyskografia:
1. The Lee Aaron Project (1982)
2. Metal Queen (1984)
3. Call of the Wild (1985)
4. Lee Aaron (1987)
5. Bodyrock (1989)
6. Some Girls Do (1991)
7. Powerline – The Best Of Lee Aaron (1992)
8. Emotional Rain (1994)
9. 2preciious (1996)
10. Slick Chick (2000)
11. Beautiful Things (2004)